# Дионисий (Киккотис)
Епи́скоп Диони́сий (греч. Επίσκοπος Διονύσιος, в миру Лои́зос Кикко́тис, греч. Λοΐζος Κυκκώτης; 1887 — 5 октября 1942) — епископ Александрийской православной церкви, титулярный епископ Мареотидский.

## Биография
Родился в Цаккистре в 1887 году. Начальное образование получил в соседней деревне Кампос. В 1899 году он отправился в Монастырь Киккос, где учился в Киккосской греческой школе. Из монастыря направлен в Панкипрскую гимназию, которую он окончил в 1913 году. В сентябре того же года его отправили из монастыря для изучения сельского хозяйства в Монпелье, Франция. Однако из-за Первой мировой войны он прерывает учёбу и возвращается на Кипр. В октябре 1917 года он поступил на богословский факультет Афинского университета, который окончил в 1921 году и вернулся в монастырь, где был рукоположён в сан пресвитера.
Впоследствии он преподавал в течение одного года в Варосийской гимназии, а также проповедовал и в храмах города. С 1924 года он был главой и проповедником храма в Фанеромени в течение семи лет. Он также работал в Панкипрской гимназии, в то же время он участвовал в издании официального издания Кипрской православной церкви журнала «Апостол Варнава», в котором он публиковал свои исследования и проповеди.
На митинге 21 октября 1931 года провозгласил восстание. Когда собравшиеся двинулись к резиденции губернатора, он возглавил шествие, неся флаг Греции. Резиденция была подожжена, а войска открыли огонь и разогнали собравшихся. 24 октября митрополит Никодим (Милонас) был арестован. 25 октября митрополит Киринийский Макарий не был допущен полицейскими в столицу. Вернувшись в Киринию, он произнёс речь, в к-рой резко осудил британскую тиранию, а затем повёл народ к зданию британского комиссара Киринии, на котором подняли греческий флаг вместо английского. Прибывшие в город английские воинские части захватили митрополичью резиденцию и арестовали митрополита Макария. Китийский и Киринийский митрополиты, а также архимандрит Дионисий были отправлены в ссылку.
Служил проповедником Собора Святого Саввы в Александрии и в то же время главным редактором официального издания Александрийской Патриархии журнала «Πάνταινος».
20 апреля 1940 года состоялась его хиротония в титулярного епископа Мареотидского, которую совершили: Патриарх Александрийский Христофор II, митрополит Трипольский Феофан (Мосхонас), митрополит Пилусийский Парфений (Даниилидис) и митрополит Аксумский Николай (Абдалла).
Тем временем его здоровье ухудшалось, и лечился в греческой больнице. Вечером 5 октября 1942 года он скончался в Александрии в возрасте 55 лет. 6 октября кипрский архимандрит Пакратий, впоследствии игумен монастыря Троодитисса, сообщает митрополиту Леонтию, что епископ Дионисий умер. В тот же день митрополит Леонтий просит архимандрита Панкратия представлять Кипрскую церковь на похоронах. Во всех храмах Никосии звучали колокола в память о епископе Дионисие.

Я не могу составить завещание, к тому же у меня нет лишних важный вещей. Во всяком случае, именно потому, что я чувствую, что приближаюсь к концу, я хотел бы попросить Его Блаженство организовать следующее: 1. Если это возможно, избавьте меня от помпезных похорон. 2. Отправить в Кипрскую церковь мой Энколпион. 3. Мой крест, если это одобрят, будет продан и утилизирован для любых благотворительных целей. 4. Мои одежды и другие мелочи, следует отдать дьяконам Патриархии, которые больше всего в этом нуждаются. 5. Дать что-нибудь слугам, которые служили мне в течение длительного периода моей болезни. Кое — что найдется в моем кабинете. Оставшимся в живых я желаю, чтобы они увидели Грецию свободной, а Справедливость пронизывала судьбы народов и отдельных людей. Киприотам я желаю, как только они соединились с ними, отправиться в мавзолей в Храме, где хранятся кости кипрских национальных мучеников, но все с устами и сердцем восклицают: «Ты, кто убит за свет, проснись, чтобы увидеть солнце. Проснись, чтобы узреть твою кровь, которая стала царством». Тем, кто стремится к благой борьбе, я желаю поддержки и просвещения свыше. Но тем, кто, как и я, готов к другой жизни, я желаю, как и Бог, укрепления и приведения их к покаянию.
Оригинальный текст (греч.)Δεν δύναμαι να συντάξω διαθήκην, άλλωστε δεν έχω και σπουδαία πράγματα να διαθέσω. Εν πάση περιπτώσει, επειδή προαισθάνομαι ότι αγγίζω το τέλος θα ήθελον να παρακαλέσω τον Α.Θ.Μ. όπως μεριμνήσει διά τα εξής: 1. Εάν είναι δυνατόν να με απαλλάξη από πομπώδη κηδείαν. 2. Να σταλή εις την Εκκλησίαν Κύπρου το Εγκόλπιόν μου. 3. Ο σταυρός μου, εάν εγκριθή, να πωληθή και διατεθή δι’ οιονδήποτε φιλανθρωπικόν σκοπόν. 4. Τα ράσα μου και τα άλλα μικροπράγματά μου να διατεθούν διά τους διακόνους του Πατριαρχείου, οι οποίοι έχουν και την περισσοτέραν ανάγκη. 5. Να δοθή κάτι και εις τους υπηρέτας, οι οποίοι με υπηρέτησαν κατά το μακρόν διάστημα της ασθενείας μου. Θα ευρεθή κάτι εις το γραφείο μου. Εις τους επιζήσαντας εύχομαι να ιδούν Ελλάδα ελευθέραν και την δικαιοσύνην διέπουσαν τας τυχάς των λαών και των ατόμων. Εις τους Κυπρίους εύχομαι όπως γρήγορα κύψουν ηνωμένοι μετ’ αυτών εις το εν τω ναώ Φανερωμένης Μαυσωλείω, όπου φυλάσσονται τα οστά των Κυπρίων Εθνομαρτύρων, όλοι δε ενί στόματι και μια καρδία βροντοφωνήσουν: «Συ που σκοτώθης για το φως, ξύπνα να δης τον ήλιο. Ξύπνα να ιδής το αίμα σου, που έγινε Βασίλειο». Εις όσους αγωνίζονται διά τον καλόν αγώνα εύχομαι την άνωθεν ενίσχυσιν και φωτισμόν. Εις όσους δε ετοιμάζονται, όπως εγώ, διά την άλλη ζωήν, εύχομαι όπως ο Θεός ενίσχυση και οδήγηση αυτούς προς μετάνοιαν.